# 童尹
童尹，浙江臨海人，明朝初年地方官員，同進士出身。
童尹於洪武四年（1371年）中式辛亥科三甲進士。此為明朝首次開科。曾官山東淄川縣縣丞。